# Johan I van Raesfelt

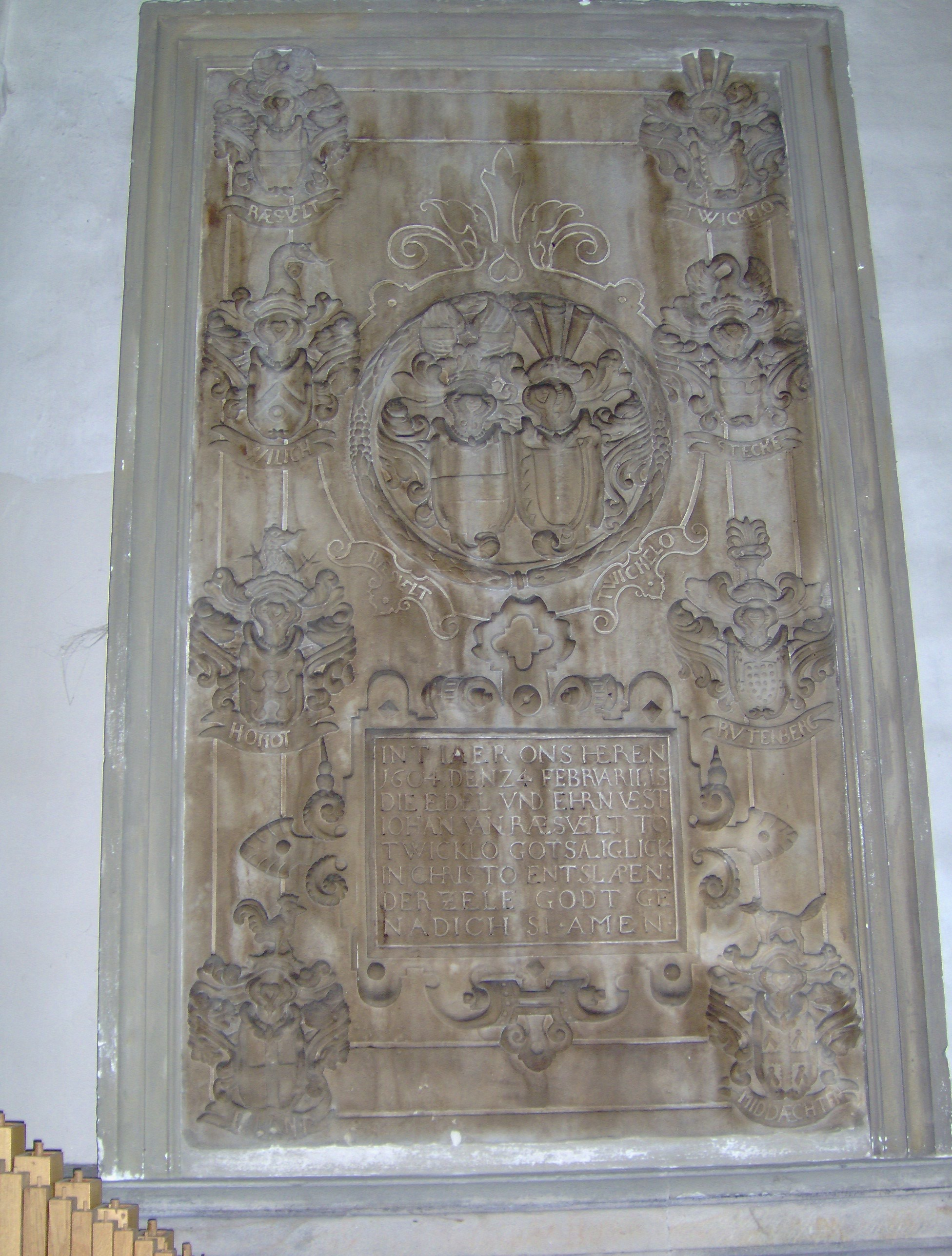
Oude Blasiuskerk Delden, epitaaf van Johan I van Raesfelt (1604)

Johan I van Raesfelt tot Twickel (ovl. 1604) was een Twents edelman en tussen 1562 en 1604 heer van Twickel. Hij was de zoon van Agnes van Twickelo en Goossen van Raesfelt de Oude en de oudere broer van Goossen van Raesfelt de Jonge, drost van Twente. Nadat hij in 1562 met Twickel beleend werd, trouwde hij tien jaar later in 1572 met Lucia van Heiden. Zij was een dochter van Wennemar van Heiden (1500-1552) en Agnes van Reede. Uit dat huwelijk werd Johan II van Raesfelt geboren, hij volgde Johan I van Raesfelt na diens dood in 1604 op als heer van Twickel. In de Oude Kerk in Delden is nog een epitaaf van Johan van Raesfelt terug te vinden.